# ジョン・ブロムウィッチ
ジョン・エドワード・ブロムウィッチ (John Edward Bromwich, 1918年11月14日 - 1999年10月21日) は、オーストラリア・ニューサウスウェールズ州シドニー出身の男子テニス選手。第二次世界大戦前後両時代をまたいで、4大大会タイトルを獲得した選手として知られる。1939年と1946年の全豪選手権の男子シングルスで2勝を挙げたが、ダブルスで優れた技量を発揮し、とりわけ5歳年上のエイドリアン・クイストと組んで全豪選手権の男子ダブルス部門で「8連覇」を達成した。

## 来歴
ブロムウィッチはまた、非常に珍しい両手利きのテニス選手としても有名だった。本来は左利きであったが、フォアハンド・ストロークを両手で打ち、サーブは右打ちで、両腕を自在に使いこなすことができた。テニスのラケットもガットを非常に緩く張り、繊細なタッチのボールで相手選手を自在に翻弄した。戦時中はイギリス空軍に勤務し、終戦後テニスに復帰した。
ジョン・ブロムウィッチは1937年から1939年まで、3年連続で全豪選手権の男子シングルス決勝に進出した。初めての決勝戦で敗れた相手は、同じオーストラリアのビビアン・マグラスであった。1937年からデビスカップオーストラリア代表選手となる。1938年全豪選手権で、ブロムウィッチは男子シングルス・男子ダブルス・混合ダブルスの3部門すべてで決勝進出を果たし、エイドリアン・クイストと組んだ男子ダブルスと、マーガレット・ウィルソンとの混合ダブルスの2部門で優勝したが、男子シングルスではドン・バッジに敗れて2年連続の準優勝に終わった。この年からブロムウィッチとクイストによる全豪選手権男子ダブルス「8連覇」の記録が始まった。同年のデビスカップで、オーストラリア代表が8月12日-14日のアメリカン・ゾーン決勝で日本と対戦した時、ブロムウィッチは第1試合のシングルスで山岸二郎に0-6, 6-3, 5-7, 4-6で敗れた。これは山岸のテニス経歴で最大の勝利であり、戦前の日本男子テニスの歴史を通じても際立っている。第3試合のダブルスでブロムウィッチ/クイスト組は山岸/中野文照組に勝ち、第4試合でオーストラリア代表の勝利が決まった後、最終第5試合のシングルスでブロムウィッチは中野と1-6, 6-1, 4-6, 12-12のスコアで引き分けた。ブロムウィッチがデ杯代表選手であった間、日本との対戦はこの1度だけであった。
ブロムウィッチは1939年全豪選手権の男子シングルス決勝でクイストを6-4, 6-1, 6-3のストレートで破り、3度目の挑戦でようやく全豪初優勝を果たした。2人は1939年全米選手権のダブルスでも優勝を飾ったが、その直前に第二次世界大戦が開戦していた。1940年全豪選手権の後、戦争の影響で全米選手権を除くテニス4大大会が開催中止となる。ブロムウィッチは戦時中、イギリス空軍に勤務した。
第二次世界大戦終戦翌年の1946年からテニス4大大会も再開された。ブロムウィッチもクイストも戦争から無事に帰還を果たし、2人は全豪選手権男子ダブルスで (ペアとしての) 4連覇を達成した。ブロムウィッチは男子シングルスでも4度目の決勝に進出し、同じオーストラリアのディニー・ペイルズを5-7, 6-3, 7-5, 3-6, 6-2で破って7年ぶり2度目の優勝を果たした。戦争による5年間の中断をはさみ、2人は「戦前と戦後の時代をまたいで」4大大会タイトルを獲得した選手として、テニスの歴史に名前を刻んだ。しかし、1947年-1949年にブロムウィッチは全豪選手権のシングルスで3年連続の準優勝止まりに終わった。1947年はペイルズとの2年連続決勝対決に敗れ、1948年はクイスト、1949年はフランク・セッジマンに敗れたため、ブロムウィッチの全豪決勝は通算「2勝5敗」で終わった。
1948年ウィンブルドン選手権でブロムウィッチは初めての決勝に進出したが、ボブ・ファルケンバーグに5-7, 6-0, 2-6, 6-3, 5-7で敗れ、ウィンブルドン優勝のチャンスを逃した。この時ブロムウィッチは最終第5セットで5-3のリードを奪い、3本のチャンピオンシップ・ポイントを迎えたが、ファルケンバーグに逆転されてしまった。ウィンブルドン選手権でのブロムウィッチは、男子ダブルスで1948年と1950年に2勝を挙げ、混合ダブルスでも1947年と1948年にルイーズ・ブラフと組んだ2連覇がある。全米選手権では1947年に混合ダブルスでブラフと組んで優勝し、男子ダブルスでは1949年と1950年に2連覇を達成した。ブロムウィッチは男子ダブルスの試合では、昔からの親友エイドリアン・クイストのみならず、フランク・セッジマンやウィリアム・シッドウェルと組むこともあった。1950年全豪選手権男子ダブルスでブロムウィッチとクイストは「8連覇」を達成し、同年にこのコンビでウィンブルドン選手権男子ダブルスも制した。
しかし、1951年全豪選手権男子ダブルスでブロムウィッチとクイストは新鋭のフランク・セッジマン/ケン・マグレガー組に9-11, 6-2, 3-6, 6-4, 3-6のフルセットで敗れ、このペアの全豪選手権男子ダブルス連勝記録は「8連覇」で止まった。この時ブロムウィッチは32歳、クイストは37歳を迎えていた。ブロムウィッチは1954年全豪選手権を最後に競技テニスを退いたが、最後の全豪では男子シングルスでベスト4に入り、混合ダブルスではベリル・ペンローズと組んで準優勝している。
引退後のブロムウィッチは、夫人とともにオーストラリアのビクトリア州ジーロングに在住した。1984年、ブロムウィッチはクイストとともに国際テニス殿堂入りを果たす。戦前と戦後の激動期を生きたジョン・ブロムウィッチは、1999年10月21日にギーロングで80歳11ヶ月の生涯を閉じた。

## 4大大会優勝
- 全豪選手権
  - 男子シングルス：2勝 (1939年 → 1946年) [準優勝5度：1937年-1938年 → 1947年-1949年]
  - 男子ダブルス：8連覇 (1936年-1940年 → 1946年-1950年) [第2次世界大戦中の中断をはさむ]
  - 混合ダブルス：1勝 (1938年) [準優勝5度：1939年・1946年・1947年・1949年・1954年]
- ウィンブルドン選手権
  - 男子ダブルス：2勝 (1948年・1950年)
  - 混合ダブルス：2勝 (1947年-1948年)
  - 男子シングルス：[準優勝1度：1948年]
- 全米選手権
  - 男子ダブルス：3勝 (1939年 → 1949年・1950年)
  - 混合ダブルス：1勝 (1947年)